# Teresa Kim Im-i
Teresa Kim Im-i (kor. 남경문 베드로; ur. 1811 w Seulu, zm. 20 września 1846 tamże) – koreańska święta Kościoła katolickiego, męczennica.
Teresa Kim Im-i urodziła się w katolickiej rodzinie w Seulu. Z zainteresowaniem czytała żywoty świętych i pragnęła ich naśladować. Mając 17 lat postanowiła poświęcić swoje życie Bogu, oddając się uczynkom miłosierdzia. Ponieważ fakt, że nie wyszła za mąż wzbudzał podejrzenia, udała się na dwór książęcy, gdzie przez 3 lata pracowała jako krawcowa. W 1845 roku została służącą w gospodarstwie pierwszego księdza katolickiego narodowości koreańskiej Andrzeja Kim Tae-gŏn. Podczas prześladowań został on uwięziony w czerwcu 1846 roku, natomiast Teresę Kim Im-i aresztowano 10 lipca 1846 razem z Zuzanną U Sur-im, Agatą Yi Kan-nan i Katarzyną Chŏng Ch’ŏr-yŏm w czasie, gdy przebywały w domu Karola Hyŏn Sŏng-mun. W więzieniu Teresę Kim Im-i poddano torturom, ale mimo to nie wyrzekła się swojej wiary. Zmarła 20 września 1846 roku pobita na śmierć w więzieniu w Seulu. Tego samego dnia stracono również (przez uduszenie lub pobicie) kobiety aresztowane razem z nią i 3 innych katolików: Wawrzyńca Han I-hyŏng, Józefa Im Ch’i-p’ek oraz Piotra Nam Kyŏng-mun.
Dzień jej wspomnienia przypada 20 września.
Beatyfikowana 5 lipca 1925 roku przez Piusa XI, kanonizowana 6 maja 1984 roku przez Jana Pawła II w grupie 103 męczenników koreańskich.